# Дейли, Джон Фрэнсис
Джон Фрэнсис Дейли (англ. John Francis Daley; род. 20 июля 1985) — американский актёр, певец и режиссёр. Наиболее известен по роли Лэнса Свитса в сериале «Кости» и Сэма Уира в комедийной драме «Хулиганы и ботаны». Является вокалистом группы Dayplayer.

## Биография
Дейли родился в Уилинге, Иллинойс, в семье актёра Р. Ф. Дейли и Нэнси Дейли, учителя фортепиано. Появился в нескольких эпизодах сериалов с отцом. Дэйли является вокалистом группы Dayplayer.
Первый выход Дейли на сцену состоялся в рок-мюзикле The Who «Томми» в роли юного Тома. Он сыграл Сэма Уира в «Хулиганы и ботаны», а также в таких сериалах, как «Шоу Джины Дэвис», «Бостонская школа», «Обычный Джо», «Секреты на кухне», «Справедливая Эми» и «Спин-Сити». В 2001 году Дейли был режиссёром короткометражного фильма «Что творят дети». Он также написал сценарий и сыграл эпизодическую роль в комедии «Ночь пятницы». В 2005 году он появился в фильме «Большая жратва». В 2007 году Дейли присоединился к актёрскому составу телесериала «Кости» в роли психолога Лэнса Свитса. Выступил в качестве режиссера и сценариста для фильма Подземелья и драконы: Честь среди воров в 2023 году.

## Фильмография
- «Хулиганы и ботаны» (1999—2000)
- «Бостонская школа» (2000—2001)
- «Шоу Джины Дэвис» (2000—2001)
- «Шоу Эллен» (2001)
- «Спин-Сити» (2002)
- «Вид сверху лучше» (2003)
- «Справедливая Эми» (2004)
- «Большая жратва» (2005)
- «Секреты на кухне» (2005)
- «Кости» (2007—2014)
- «Несносные боссы» (2011)
- «Искатель» (2012)
- «Восторг Палуза» (2013)
- «Каникулы» (2015)
- «Человек-паук: Возвращение домой» (2017)
- «Истерия!» (2024—н.в.)